# Bad Birnbach
Bad Birnbach é um município da Alemanha, situado no distrito de Rottal-Inn, no estado da Baviera. Tem 68,81 km² de área, e sua população em 2019 foi estimada em 5.846 habitantes.